# Pauropsylla triozoptera
Pauropsylla triozoptera är en insektsart som beskrevs av Crawford 1913. Pauropsylla triozoptera ingår i släktet Pauropsylla och familjen spetsbladloppor. Inga underarter finns listade i Catalogue of Life.